# Richard von Mises
Richard von Mises   (Lviv, 19 d'abril de 1883 - Boston, 14 de juliol de 1953) va ser un matemàtic, físic i enginyer austríac que va ser professor a Harvard.

## Vida i Obra
Von Mises va néixer a Lemberg, regió de Galítsia, quan encara era de l'Imperi Austrohongarès (actualment és Lviv, a Ucraïna), però la família, una prominent família jueva de la vila, es va traslladar a Viena quan encara era un nen, com el seu germà Ludwig, una mica més gran i què esdevindria un reconegut economista. Va fer els seus estudis a la universitat tècnica de Viena en la qual va obtenir el doctorat el 1907. L'any següent va fer d'assistent de Georg Hamel a la universitat tècnica de Brünn en la qual va obtenir l'habilitació docent el 1908. El 1909 va ser nomenat professor de la universitat d'Estrasburg en la qual va romandre fins a l'esclat de la Primera Guerra Mundial.
En començar la guerra, von Mises, que ja tenia llicència de pilot d'aviació, es va incorporar a l'exèrcit de l'aire austríac. Aviat va passar a ser instructor, organitzador i assessor tècnic de l'exèrcit. La seva feina durant aquests anys va ser la base del seu llibre Fluglehre, un manual d'aeronàutica, publicat per primera vegada el 1918 i reeditat en nombroses ocasions. Al acabar la guerra va ser nomenat catedràtic de hidrodinàmica i aerodinàmica de la universitat tècnica de Dresden.
El 1920 va ser nomenat professor de la universitat de Berlín i director del nou Institut de Matemàtica Aplicada que s'havia creat dins de la universitat. L'any següent va fundar la revista Zeitschrift für Angewandte Mathematik und Mechanik (ZAMM). El 1933, amb els nazis i les seves polítiques antisemites al poder i malgrat les seves opinions nacionalistes germàniques, va decidir dimitir i acceptar un lloc de professor que li havia ofert la universitat d'Istanbul, per mantenir-se allunyat del Tercer Reich. Malgrat les evidents dificultats d'adaptació (l'idioma era un problema evident), tant ell com la seva antiga assistent a Berlín i futura esposa, Hilda Geiringer, van acabar donant les classes en turc.
El 1939, en no renovar-li la universitat el contracte a Hilda Geiringer i havent mort Ataturk fent el futur de Turquia més imprevisible, von Mises va decidir acceptar una invitació del departament d'enginyeria de la universitat Harvard. Va romandre la resta de la seva vida als Estats Units: el 1943 es va casar amb Hilda Geiringer i el 1944 va ser contractat com a professor titular a Harvard.
Von Mises va publicar uns cent quaranta treballs, bàsicament en els camps de la teoria de la probabilitat i estadística (uns cinquanta treballs), de la dinàmica de fluids, de la geometria i de l'anàlisi matemàtica. Però era una persona amb diferents interessos i també té diverses publicacions en filosofia de la ciència i en literatura. Com filòsof, va ser un declarat positivista, en la òrbita del cercle de Viena, del grup de Berlín o del Moviment per la Unitat de la Ciència. Com crític literari va ser un especialista en Rainer Maria Rilke, del qual va col·leccionar obres, manuscrits, libres i articles.
El 1950 el van proposar com acadèmic de l'antiga Acadèmia Prussiana de les Ciències (aleshores a la RDA, l'Alemania comunista), però va declinar la invitació pel seu apoliticisme i per l'efecte que podia fer als Estats Units, aleshores sota el maccarthisme.